# Ann Lagerhammar

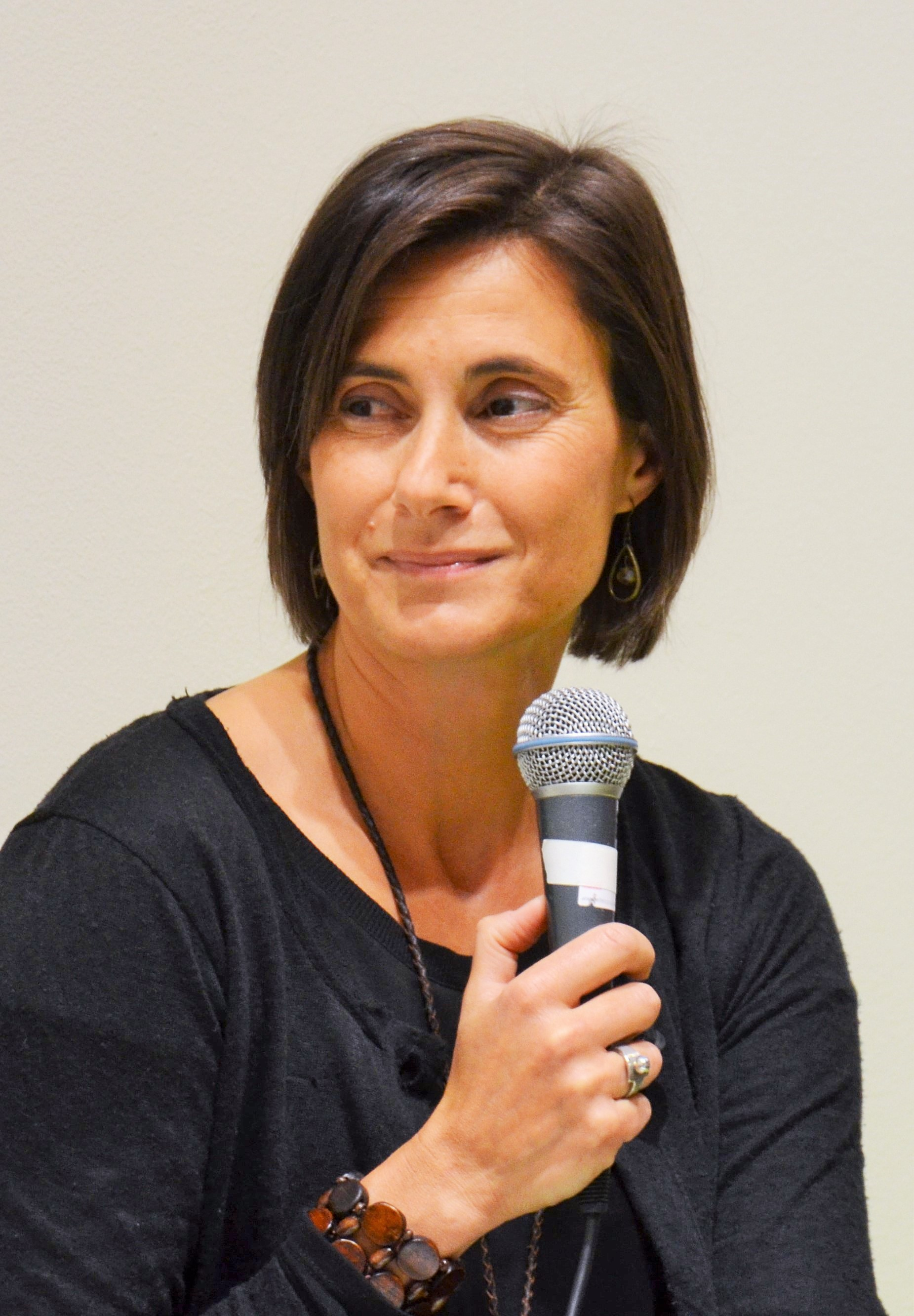
Ann Lagerhammar på Bokmässan i Göteborg, 2014.

Ingrid Ann-Christine (Ann) Lagerhammar, född 24 januari 1965, är en svensk författare, översättare och bibliotekarie.
Ann Lagerhammar växte upp i Portugal och i Malmö. Hon utbildade sig först till civilekonom vid Lunds universitet. Hon debuterade som författare med Det som ögat ser 2006.